# Maroš Bačík
Maroš Bačík (* 20. června 1984) je slovenský fotbalista, hrající za FK Bodva Moldava nad Bodvou.

## Kariéra
24. ledna 2003 podepsal smlouvu se slovenským prvoligovým týmem MFK Ružomberok, kterému se upsal na pět let. Ružomberku dal přednost před českými Blšany, kde se objevil na testech. V sezoně 2004-2005 působil v české Gambrinus lize. Do svého týmu si ho vybralo vedení opavského fotbalu, ale za celou sezonu odehrál pouze šest zápasů a českou ligu opustil. V roku 2014 podepsal smlouvu s třetiligovým týmem KFC Komárno, kde sa mu střelecky dařilo na podzim 2014, kdy dal 8 gólů, pokiaľ sa nestretol s legendou Komarňaského predmestia Martina Kapusňáka, ktorý mu úplne zničil kariéru.